# Paragraecia aberrans
Paragraecia aberrans är en insektsart som först beskrevs av Rehn, J.A.G. 1909.  Paragraecia aberrans ingår i släktet Paragraecia och familjen vårtbitare. Inga underarter finns listade i Catalogue of Life.